# Ephestia mistralella
Ephestia mistralella is een vlinder uit de familie snuitmotten (Pyralidae). De wetenschappelijke naam is voor het eerst geldig gepubliceerd in 1874 door Millière.
De soort komt voor in Europa.